# Adria Mobil
Adria Mobil (Kod UCI: ADR) – słoweńska zawodowa grupa kolarska założona w 2005. Od początku istnienia znajduje się w dywizji UCI Continental Teams.

## Nazwa grupy w poszczególnych latach
| lata    | nazwa            |
| ------- | ---------------- |
| 2005    | Krka-Adria Mobil |
| od 2006 | Adria Mobil      |

## Sezony

### 2024

#### Skład
| Skład drużyny 2024      | Skład drużyny 2024  | Skład drużyny 2024 | Skład drużyny 2024             |
| Imię i nazwisko         | Data urodzenia      | Państwo            | Poprzednia grupa               |
| ----------------------- | ------------------- | ------------------ | ------------------------------ |
| Tilen Finkšt            | 6 lipca 1997        | Słowenia           | Ljubljana Gusto Santic (2021)  |
| Nicolas Gojković        | 26 czerwca 2004     | Chorwacja          |                                |
| Adam Jordan             | 21 stycznia 2003    | Słowenia           | Ljubljana Gusto Santic (2023)  |
| Martin Jurík            | 2 października 2004 | Słowacja           |                                |
| Barnabás Peák           | 29 listopada 1998   | Węgry              | Human Powered Health (2023)    |
| Anže Skok               | 15 września 2000    | Słowenia           | Ljubljana Gusto Santic (2023)  |
| Marcel Skok             | 23 maja 2005        | Słowenia           |                                |
| Jaka Špoljar            | 4 marca 2003        | Słowenia           | Tirol KTM Cycling Team (2023)  |
| Aljaž Turk              | 23 grudnia 2004     | Słowenia           |                                |
| Ramazan Yilmaz          | 24 stycznia 2005    | Turcja             |                                |
| Đorđe Đurić             | 21 czerwca 2000     | Serbia             | Philippe Wagner Cycling (2022) |
|                         |                     |                    |                                |
| Źródło: ProCyclingStats |                     |                    |                                |

#### Zwycięstwa
| Zwycięstwa | Zwycięstwa                                         | Zwycięstwa | Zwycięstwa | Zwycięstwa       | Zwycięstwa |
| Data       | Wyścig                                             | Państwo    | Kategoria  | Zwycięzca        |            |
| ---------- | -------------------------------------------------- | ---------- | ---------- | ---------------- | ---------- |
| 19 cze     | Mistrzostwa Węgier – jazda indywidualna na czas    | Węgry      | CN         | Barnabás Peák    |            |
| 22 cze     | Mistrzostwa Chorwacji – jazda indywidualna na czas | Chorwacja  | CN         | Nicolas Gojković |            |
| 6 lip      | Visegrad 4 Bicycle Race Grand Prix Hungary         | Węgry      | 1.2        | Tilen Finkšt     |            |

### 2023

#### Skład
| Skład drużyny 2023        | Skład drużyny 2023  | Skład drużyny 2023 | Skład drużyny 2023             |
| Imię i nazwisko           | Data urodzenia      | Państwo            | Poprzednia grupa               |
| ------------------------- | ------------------- | ------------------ | ------------------------------ |
| Tilen Finkšt              | 6 lipca 1997        | Słowenia           | Ljubljana Gusto Santic (2021)  |
| Gal Glivar (1 sty–31 lip) | 1 maja 2002         | Słowenia           |                                |
| Kristjan Hočevar          | 3 maja 1999         | Słowenia           |                                |
| Aljaž Jarc                | 9 kwietnia 1999     | Słowenia           |                                |
| Dimitar Jovanoski         | 6 października 2003 | Macedonia Północna |                                |
| Martin Jurík              | 2 października 2004 | Słowacja           |                                |
| Kristijan Koren           | 25 listopada 1986   | Słowenia           | Bahrain-Merida (2019)          |
| Boštjan Murn              | 15 stycznia 2001    | Słowenia           |                                |
| Aljaž Turk                | 23 grudnia 2004     | Słowenia           |                                |
| Đorđe Đurić               | 21 czerwca 2000     | Serbia             | Philippe Wagner Cycling (2022) |
|                           |                     |                    |                                |
| Źródło: ProCyclingStats   |                     |                    |                                |

#### Zwycięstwa
| Zwycięstwa | Zwycięstwa                                                 | Zwycięstwa | Zwycięstwa | Zwycięstwa   | Zwycięstwa |
| Data       | Wyścig                                                     | Państwo    | Kategoria  | Zwycięzca    |            |
| ---------- | ---------------------------------------------------------- | ---------- | ---------- | ------------ | ---------- |
| 12 mar     | Istarsko Proljeće, 3. etap                                 | Słowenia   | 2.2        | Tilen Finkšt |            |
| 26 mar     | GP Adria Mobil                                             | Słowenia   | 1.2        | Tilen Finkšt |            |
| 17 cze     | Slovakia National Road Cycling Championships - Men U23 ITT | Słowacja   | CN         | Martin Jurík |            |
| 26 sie     | Dookoła Bułgarii, prolog                                   | Bułgaria   | 2.2        | Tilen Finkšt |            |

### 2022

#### Skład
| Skład drużyny 2022         | Skład drużyny 2022 | Skład drużyny 2022 | Skład drużyny 2022                |
| Imię i nazwisko            | Data urodzenia     | Państwo            | Poprzednia grupa                  |
| -------------------------- | ------------------ | ------------------ | --------------------------------- |
| Nik Čemažar                | 2 sierpnia 1999    | Słowenia           | Kolesarski klub Kranj (2021)      |
| Aljaž Colnar               | 16 lutego 2002     | Słowenia           |                                   |
| Viktor Filutás             | 28 września 1996   | Węgry              | Giotti Victoria-Savini Due (2021) |
| Tilen Finkšt               | 6 lipca 1997       | Słowenia           | Ljubljana Gusto Santic (2021)     |
| Gal Glivar                 | 1 maja 2002        | Słowenia           |                                   |
| Kristjan Hočevar           | 3 maja 1999        | Słowenia           |                                   |
| Žiga Horvat (1 sty–13 lip) | 13 września 1998   | Słowenia           |                                   |
| Aljaž Jarc                 | 9 kwietnia 1999    | Słowenia           |                                   |
| Boštjan Murn               | 15 stycznia 2001   | Słowenia           |                                   |
| David Per                  | 13 lutego 1995     | Słowenia           | Bahrain-Merida (2018)             |
| Jaka Špoljar               | 4 marca 2003       | Słowenia           |                                   |
|                            |                    |                    |                                   |
| Źródło: ProCyclingStats    |                    |                    |                                   |

#### Zwycięstwa
| Zwycięstwa | Zwycięstwa                           | Zwycięstwa | Zwycięstwa | Zwycięstwa      | Zwycięstwa |
| Data       | Wyścig                               | Państwo    | Kategoria  | Zwycięzca       |            |
| ---------- | ------------------------------------ | ---------- | ---------- | --------------- | ---------- |
| 26 cze     | Mistrzostwa Słowenii – start wspólny | Słowenia   | CN         | Kristijan Koren |            |

### 2021

#### Skład
| Skład drużyny 2021        | Skład drużyny 2021 | Skład drużyny 2021 | Skład drużyny 2021           |
| Imię i nazwisko           | Data urodzenia     | Państwo            | Poprzednia grupa             |
| ------------------------- | ------------------ | ------------------ | ---------------------------- |
| David Per                 | 13 lutego 1995     | Słowenia           | Bahrain-Merida (2018)        |
| Žiga Horvat               | 13 września 1998   | Słowenia           |                              |
| Gašper Katrašnik(Przypis) | 20 czerwca 1995    | Słowenia           | Kolesarski klub Kranj (2015) |
| Aljaž Jarc                | 9 kwietnia 1999    | Słowenia           |                              |
| Aljaž Colnar              | 16 lutego 2002     | Słowenia           |                              |
| Boštjan Murn              | 15 stycznia 2001   | Słowenia           |                              |
| Aljaž Omrzel              | 31 grudnia 2000    | Słowenia           |                              |
| Gal Glivar                | 1 maja 2002        | Słowenia           |                              |
| Kristjan Hočevar          | 3 maja 1999        | Słowenia           |                              |
| Žiga Piskule              | 13 grudnia 2002    | Słowenia           |                              |
|                           |                    |                    |                              |
| Źródło: ProCyclingStats   |                    |                    |                              |

Przypis: Gašper Katrašnik, koniec kariery